# IUPAC/IUPAP Joint Working Party
Совместная рабочая группа ИЮПАК / МСТПФ представляет собой рабочее совещание, которое созывается периодически по инициативе Международного союза теоретической и прикладной химии (ИЮПАК) и Международного союза теоретической и прикладной физики (МСТПФ). Цель - рассмотрение требований для открытия и наименования новых химических элементов. Встречается также параллельное наименование: Совместная рабочая группа по открытию элементов. 
Рекомендации рабочей группы утверждаются путём голосования Генеральной Ассамблеей Международного союза теоретической и прикладной химии (ИЮПАК). 